# Чорум
Чорум (тур. Çorum) — місто та район в Північній Туреччині, центр провінції (ілу) Чорум, розташований неподалік від Чорного моря. Чорум розташований за 244 км від Анкари і за 608 км від Стамбула. Населення — 218 130 (2010), переважно турки, середня висота над рівнем моря — 801 м.

## Географія
Чорум розташований на Анатолійському плоскогір'ї, на значній відстані від моря. Клімат різкоконтинентальний: літо спекотне й довге, зима сніжна, холодна.

## Історія
У давнину територія провінції Чорум була складовою частиною хеттської імперії, а зокрема на території самої провінції розташовувалась її столиця, Хатусса.
Тривалий час територія провінції належала Риму та Візантії, в кінці XI століття почалося плавне її приєднання до Туреччини, остаточно Чорум став турецьким на початку XIII століття.
У XV столітті територія Чоруму входить до складу молодої та сильної держави Османів.